# Embrithopoda
Embrithopoda — ряд вимерлих ссавців, відомих з Азії, Африки та Східної Європи. Більшість родів відомі виключно з щелеп і зубів, датованих пізнім палеоценом до пізнього еоцену; однак ряд найкраще відомий за своїм кінцевим членом, Arsinoitherium.